# إيكاترينوغرادسكايا
ييكاتيرينوغرادسكايا (بالروسية: Екатериноградская) هي مدينة في جمهورية قبردينو - بلقاريا في روسيا. يبلغ عدد سكانها حوالي 3698   نسمة.